# Spegeln, Uppsala
Spegeln är en biograf på Västra Ågatan 12 i Uppsala, med stadens största salong.
Spegeln invigdes 1964 av SF:s dåvarande VD Kenne Fant. Huset ägs av Uppsala Akademiförvaltning. I dag drivs biografen av Filmstaden. Salongen har 325 platser och är en av få kvarvarande singelbiografer. Spegeln används ofta som premiärbiograf.
År 1994 totalrenoverades salongen med nya stolar och förbättrad akustik. SF lät även THX-certifiera biografen.  
År 2012 digitaliserades Spegeln och samtliga analoga filmvisningar upphörde. De två analoga projektorerna (Philips DP70) ersattes av en Barco DP4K-23B digitalprojektor med DLP-teknik som klarar 4K-upplösning. Ljudanläggningen bestod av tre JBL 4675C scenhögtalare, fyra JBL 4645B lågbashögtalare och 12 JBL 8340 effekthögtalare. Slutstegen var från QSC. 
År 2015 meddelade SF Bio att de planerade att bygga en ny filmstad i centrala Uppsala som skulle ersätta befintliga biografer, inklusive Spegeln.
År 2018 byttes ljudanläggningen ut mot en ny med högtalare från SLS och slutsteg från Crown. Antalet ljudkanaler var fortfarande 7.1.
År 2019 bytte SF Bio namn till Filmstaden, efter att Bonnier Entertainment sålt sina sista ägarandelar i biografkedjan. SF:s lysrörsskylt byttes ut mot en ny LED-baserad skylt med företagets nya grafiska profil.